# Kelemen Béla (nyelvész, 1865–1944)
Kelemen Béla, születési nevén Wolff Béla (Pest, 1865. május 16. – Székesfehérvár, 1944. július 4.) főreáliskolai igazgató-tanár, irodalomtörténész, nyelvészeti és esztétikai író.

## Élete
Wolf Vince és Kelemen Rozália fia. A budapesti egyetemen szerzett tanári diplomát. 1888 és 1890 között belső munkatársa volt a Pesti Naplónak. 1890-től a Székesfehérvári Állami Főreáliskola tanára, 1906-tól pedig az intézmény igazgatója lett, 1921 februárjában vonult nyugdíjba. 1899-ben Wolff családi nevét Kelemenre változtatta. Több esztétikai és irodalomtörténeti értekezését is publikálták szakfolyóiratok. Foglalkozott tankönyvírással és szótárszerkesztéssel is. Neje Gőbel Erzsébet Klára "Elza" (Székesfehérvár, 1873. augusztus 12.–Székesfehérvár, 1956. június 28.), akinek a szülei Gőbel János György (1835–1903) tanító, Székesfehérvár szabad királyi város polgári-, ipari- és elemi-iskolák központi igazgatója, a fejérmegyei tanítóegyesület tiszteletbeli elnöke, az arany érdemkereszt tulajdonosa, és Krencz Katalin (1839–1920) voltak.
Kelemen Béla 1944. július 4-én este 8 órakor tüdőgyulladásban elhunyt Székesfehérvárott, életének 80-ik, házasságának 49-ik évében, örök nyugalomra helyezték 1944. július 7-én, délután a székesfehérvári Szentháromság (vagy hosszú) temetőben a római katolikus egyház szertartása szerint.

## Emlékezete
- Székesfehérvárott utca viseli nevét a Palotavárosban.

## Írásai
Egyetemi évei alatt kezdett esztétikai és kritikai cikkeket írni a Fővárosi Lapokba (1885. Madách lyrai költészete, 1886., 1888. könyvismertetések stb.); a Vasárnapi Ujságba (1886. Bajza emlékezete); majd az Uj Nemzedék és a Tolnai-féle Irodalom c. folyóiratokba; 1888–90. a Pesti Napló belmunkatársa volt és a lapba tárcákat, színbírálatokat és könyvismertetéseket írt (1888. 302. sz. Balázs Sándorról, 1889. 6. sz. Költészet és tudomány); a Magyar Hirlapba (1891. 153. sz. A poetika forradalmárai, 203. sz. A Tragédia vitája); az Egyetemes Philologiai Közlönybe (1891. Szemere Pál, 1892. A komikum 1888. A magyar stilről). Az Athenaeum kis Lexikonának is főmunkatársa volt.

## Főbb művei
- Az első magyar dramaturg. Emlékezés Kölcsey Ferenczről (Székesfejérvár, 1897, Különnyomat a székesfejérvári, állami főreáliskolai Értesítőjéből.)
- Magyar és német zsebszótár, tekintettel a két nyelv szólásaira.  (I–II, Budapest, 1897–1898)
- Kölcsey ítélete Csokonairól (1897)
- Magyar és német kézi szótár, tekintettel a két nyelv szólásaira. (I–II. Budapest, 1901–1904) I. II.
- Ányos Pál (Székesfehérvár, 1906)
- Német helyesírási szótár. Egyúttal tájékoztató a német nyelv főbb nehézségeiben (Budapest, 1909)
- Idegen szavak és nevek szótára (Budapest, 1910)
- Jó magyarság (Bp., 1906, átdolgozott kiadás: 1910)
- Hogyan olvassunk és hogyan írjunk? (Budapest, 1910)
- Rudolf Dürers Kinderjahre. (Dürer Rudolf gyermekévei.) Német nyelvkönyv a középiskolák két első oszt. számára (Budapest, 1911, Schuster Alfréddal közösen)
- Magyar és német nagy kézi szótár (I–II. Budapest, 1912–1914)
- Német helyesírási szótár (Budapest, 1913)
- Magyar stílustanítás. Vezérfonal a középiskolai írásbeli feladatokhoz (Székesfehérvár, 1914)
- Rudolf Dürers Wanderjahre. (Dürer Rudolf vándorévei.) Német nyelvkönyv a gimnázium 6. és a reáliskolák 4. oszt. számára (Budapest, 1916, Schuster Alfréddal közösen)
- Ungarische Sprachbuch (Budapest, 1917)